# Artace

Mapa con algunas de las principales colonias griegas de la Propóntide. Artace se ubicaba en la costa meridional, junto a Cícico.

Artace (en griego, Ἀρτάκη) era una antigua colonia griega del Helesponto.
Se situaba en la llamada isla de Cícico, enfrente de la ciudad de Príapo y, según menciona Estrabón, fue una fundación de colonos de Mileto.
Heródoto indica que fue una de las ciudades destruidas por una flota fenicia aliada de los persas durante la revuelta jónica de principios del siglo V a. C. Perteneció a la Liga de Delos puesto que aparece en registros de tributos a Atenas de entre los años 454/3 y 418/7 a. C.
En las argonáuticas de Apolonio de Rodas se cita la fuente de Artace, que fue el lugar en el que los argonautas depositaron la piedra del ancla del Argo para cambiarla por otra mayor.
Plinio el Viejo menciona el puerto de Ártace pero en su tiempo la población ya había desaparecido.
Se localiza en la población turca de Erdek.